# SN 2005B
SN 2005B va ser la segona supernova descoberta el 2005. Va ser descoberta per l'astrònoms amateur Paul Gray, de Fredericton, Nova Brunswick, Canadà. Es va produir en la galàxia UGC 11066 en la constel·lació del Dragó.